# Diocèse de Sant Feliu de Llobregat
Le diocèse de Sant Feliu de Llobregat (en latin : dioecesis Sancti Felicis de Llobregat ; en catalan : diòcesi de Sant Feliu de Llobregat ; en espagnol : diócesis de San Felíu de Llobregat) est une Église particulière de l'Église catholique en Espagne.
Érigé en 2004, il couvre une partie de la province civile de Barcelone, en Catalogne.
Suffragant de l'archidiocèse métropolitain de Barcelone, il relève de la province ecclésiastique de Barcelone.

## Territoire
Le diocèse de Sant Feliu de Llobregat compte cent-vingt-trois paroisses du sud de la province civile de Barcelone, à savoir : Abrera, La Beguda Alta, Begues, El Bruc (Sant Pau de la Guardia), El Bruc (Santa María), Les Cabanyes, Cabrera d'Anoia, Cantallops, Canyelles, Capellades (Sant Miquel), Capellades (Santa María), Carme, Castellbisbal, Castelldefels, Castellet i la Gornal (Sant Pere Apóstol), Castellet i la Gornal (Sant Pere de La Gornal), Castellví de la Marca, Castellví de Rosanes, Cervelló, Collbató, Corbera de Llobregat (Sant Antoni Abat), Corbera de Llobregat (Santa María), Cubelles, Esparreguera, Esplugues de Llobregat (Sant Mateu), Esplugues de Llobregat (Santa María Magdalena), Font-rubí, Garraf, Gavà (Sant Nicasi), Gavà (Sant Pere), Gavà (Santa Teresa de Jesús), Gelida, La Granada, Guardiola de Font-Rubí, Las Guñolas, Els Hostalets de Pierola, Lavern, La Llacuna, Màger (Vilademager (es)), Marganell, Martorell (Crist Salvador), Martorell (Santa María), Masquefa, Mediona, Moja, Molins de Rei (Sant Bartomeu de la Quadra), Molins de Rei (Sant Miquel), Monistrol de Montserrat, La Múnia, Olèrdola, Olesa de Bonesvalls, Olesa de Montserrat, Olivella, Ordal, Pacs del Penedès, Pallejà, La Palma de Cervelló, El Papiol, Piera, El Pla del Penedès, Pontons, El Prat de Llobregat (Mare de Déu de la Mercè), El Prat de Llobregat (Sant Cosme i Sant Damià), El Prat de Llobregat (Sant Pere i Sant Pau), Puigdàlber, Les Roquetes, San Marçal, Sant Andreu de la Barca, Sant Boi de Llobregat (María Auxiliadora), Sant Boi de Llobregat (Sant Antoni María Claret), Sant Boi de Llobregat (Sant Baldiri), Sant Boi de Llobregat (Sant Josép Obrer), Sant Boi de Llobregat (Sant Pere Apòstol), Sant Climent de Llobregat, Sant Cugat Sesgarrigues, Sant Esteve Sesrovires, Sant Feliu de Llobregat (Catedral de Sant Llorenç), Sant Feliu de Llobregat (Sant Joan Baptista), Sant Jaume Ses-Oliveres, Sant Joan Despí, Sant Just Desvern, Sant Llorenç d'Hortons, Sant Martí Sarroca, San Pablo de Ordall (es), Sant Pere de Ribes, Sant Pere de Riudebitlles, Sant Pere Molanta (es), Sant Pere Sacarrera, Sant Quintí de Mediona, Sant Sadurní d'Anoia, Sant Sebastià Dels Gorgs (es), Sant Vicenç dels Horts (Sant Antoni de Pàdua), Sant Vicenç dels Horts (Sant Josép), Sant Vicenç dels Horts (Sant Vicenç Màrtir), Santa Coloma de Cervelló (Sagrat Cor), Santa Coloma de Cervelló (Santa Coloma), Santa Fe del Penedès, Santa Margarida i els Monjos, Santa Maria de Miralles, Santa Maria de Vilalba i Can Torres, Sitges, Subirats, El Terme, La Torre de Claramunt, Torrelavit, Torrelles de Foix, Torrelles de Llobregat, Vallbona d'Anoia, Vallirana, Viladecans (Sant Joan), Viladecans (Santa María de Salas), Viladecans (Santa María Magdalena), Vilafranca del Penedès (Santa María), Vilafranca del Penedès (Santíssima Trinitat), Vallbona d'Anoia, Vilanova i la Geltrú (Sant Joan Baptista), Vilanova i la Geltrú (Santa María de La Geltrú) et Vilobí del Penedès.
Il couvre soixante-dix-sept municipalités civiles regroupées en deux vicariats, celui de Llobregat et de Penedès-Anoia-Garraf, et neuf archiprêtrés.

## Histoire
Le 15 juin 2004, une bulle apostolique du pape Jean-Paul II consacre la scission de neuf archiprêtrés de l'archidiocèse de Barcelone (El Prat de Llobregat, San Baudilio de Llobregat, San Felíu de Llobregat, San Vicente de los Huertos, Montserrat, Garraf, Villafranca del Panadés, Anoia y Piera-Capellades) qui sont regroupés en un nouveau diocèse centré sur les comarques du Garraf, du Alt et du Baix Penedès ainsi que sur une partie du Baix Llobregat. Sant Feliu de Llobregat est choisie comme ville épiscopale, et sa principale église paroissiale est érigée en cathédrale. Le premier évêque du diocèse est Mgr Agustín Cortés Soriano, jusqu'alors évêque d'Ibiza, qui commence son ministère le 12 septembre 2004.
Les premières actions du nouveau prélat portent sur la création de plusieurs services diocésains. Le 23 octobre 2010 est inaugurée la toute nouvelle Casa de l'Església (Maison de l'Église ou Maison diocésaine) qui regroupe différents services et délégations diocésaines (œcuménisme, économie, catéchisme, moyens de communication, jeunesse, patrimoine, etc.) des espaces de réunion ainsi que la chapelle et la résidence de l'évêque.

## Cathédrale et basiliques mineures
La cathédrale Saint-Laurent de Sant Feliu de Llobregat (catedral de Sant Llorenç) est la cathédrale du diocèse.
Le diocèse compte deux basiliques mineures : la basilique de la Mère-de-Dieu (basílica de Mare de Déu) à Montserrat et la basilique Sainte-Marie (es) (basílica de Santa María) à Vilafranca del Penedès.

## Évêques
- 2004-2024 : Agustín Cortés Soriano (es)
- depuis 2024 : Xabier Gómez (es), o.p.

## Source
- (es) Cet article est partiellement ou en totalité issu de l’article de Wikipédia en espagnol intitulé « Diócesis de San Felíu de Llobregat » (voir la liste des auteurs).